# Oberbarnim
Oberbarnim (letteralmente: "alto Barnim") è un comune di 2 026 abitanti del Brandeburgo, in Germania.

Appartiene al circondario del Märkisch-Oderland ed è parte della comunità amministrativa della Märkische Schweiz.
Non esiste alcun centro abitato denominato "Oberbarnim": si tratta pertanto di un comune sparso.

## Storia
Il comune di Oberbarnim venne creato il 31 dicembre 2001 dalla fusione dei comuni di Bollersdorf, Klosterdorf e Grunow.
Nel 2003 fu aggregato il comune di Ihlow.

## Geografia antropica
Il territorio comunale è diviso in 4 frazioni (Ortsteil):
- Bollersdorf (con la località Pritzhagen)
- Grunow (con la località Ernsthof)
- Ihlow
- Klosterdorf

Ogni frazione è rappresentata da un "presidente di frazione" (Ortsvorsteher).
La sede comunale è posta nella frazione di Klosterdorf.